# Pfahlbauten von Fiavé

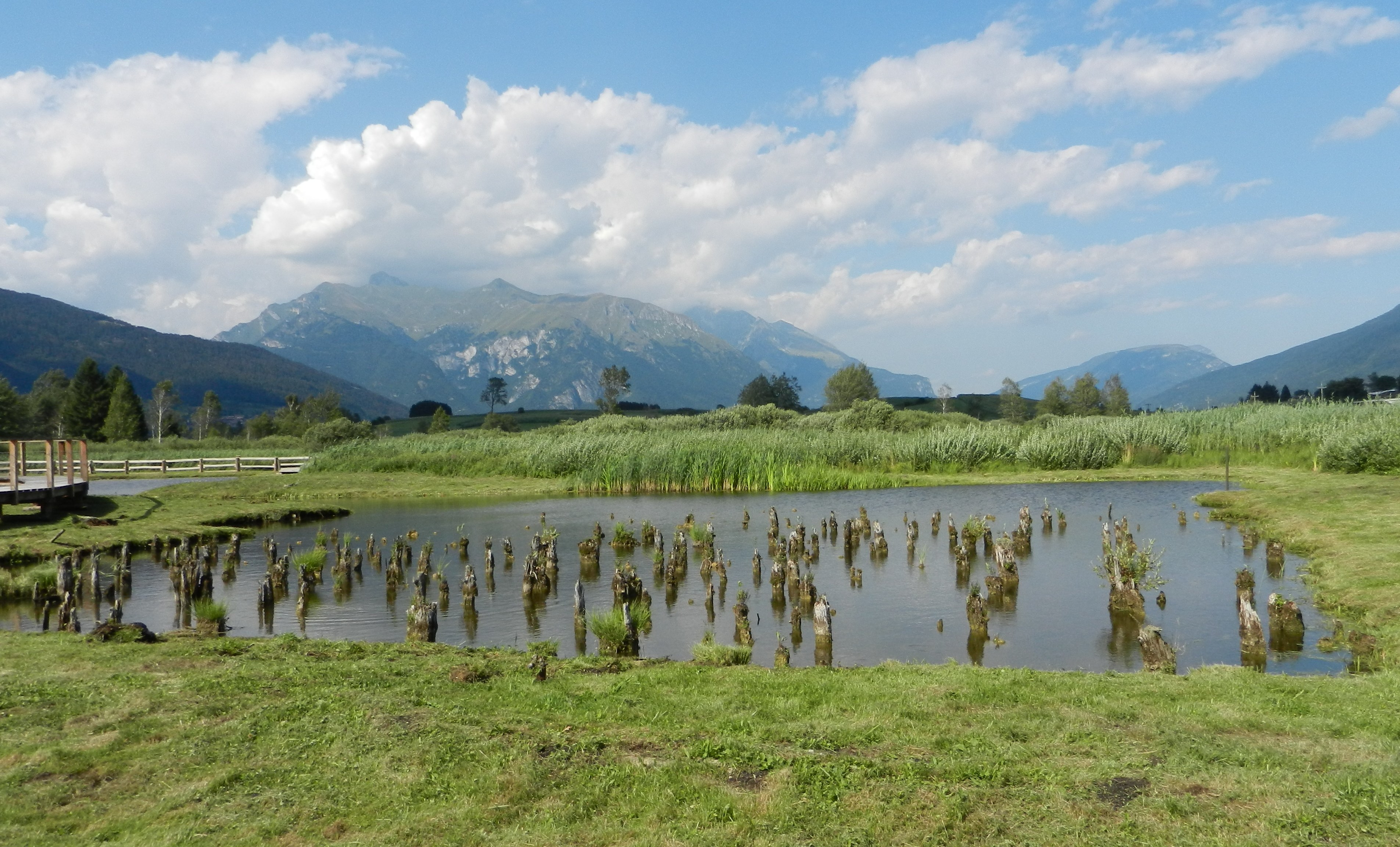
Überreste der Pfahlbauten von Fiavé in der Grabungszone 2

Die Pfahlbauten von Fiavé (italienisch Palafitte di Fiavé) sind ein prähistorischer Siedlungsplatz bei Fiavé im Trentino, Italien. Sie werden im Pfahlbaumuseum Fiavé museal aufgearbeitet. Fiavé ist die älteste Feuchtbodensiedlung im Trentino. Nach Ulrich Ruoff trug die Erforschung von Fiavé wesentlich zur Beilegung des Pfahlbaustreits bei. Die Pfahlbauten von Fiavé wurden 2011 zusammen mit den Pfahlbauten am Ledrosee im südlich angrenzenden Ledrotal und 109 weiteren Fundstellen in 6 Alpenländern von der UNESCO in das Inventar des UNESCO-Weltkulturerbes aufgenommen.

## Lage
Der prähistorische Siedlungsplatz liegt in den Äußeren Judikarien auf einer Höhe von 648 m s.l.m. in den nördlichen Gardaseebergen. Ein paar Kilometer nordnordöstlich der Fundstätte befindet sich der Ort Fiavé, nach dem der Siedlungsplatz benannt ist. Letzterer ist unter anderem über die Staatsstraße SS 421 dei Laghi di Molveno e Tenno mit Fiavé verbunden.
Die Fundstätte befindet sich in einem etwa 50 ha großen Torfmoor, in dem noch bis zur Mitte des 20. Jahrhunderts Torf gestochen wurde und das lokal den Flurnamen „Palù“ trägt. Es erstreckt sich in einer Senke, die im Osten vom Monte Misone und im Westen vom Monte Cogorna eingegrenzt wird. Der südliche Rand des Moorgebietes trägt den Namen „Carera“.
Das Torfmoor füllt einen verlandeten Moränensee glazialen Ursprungs aus. Teichgroße Reste des Fiavé- oder Carera-Sees, bestanden noch bis zur Mitte des 19. Jahrhunderts. Seit 1988 ist das Torfmoor Naturschutzgebiet und seit 1995 bildet es das 137,2 ha große NATURA 2000-Schutzgebiet Fiavé.

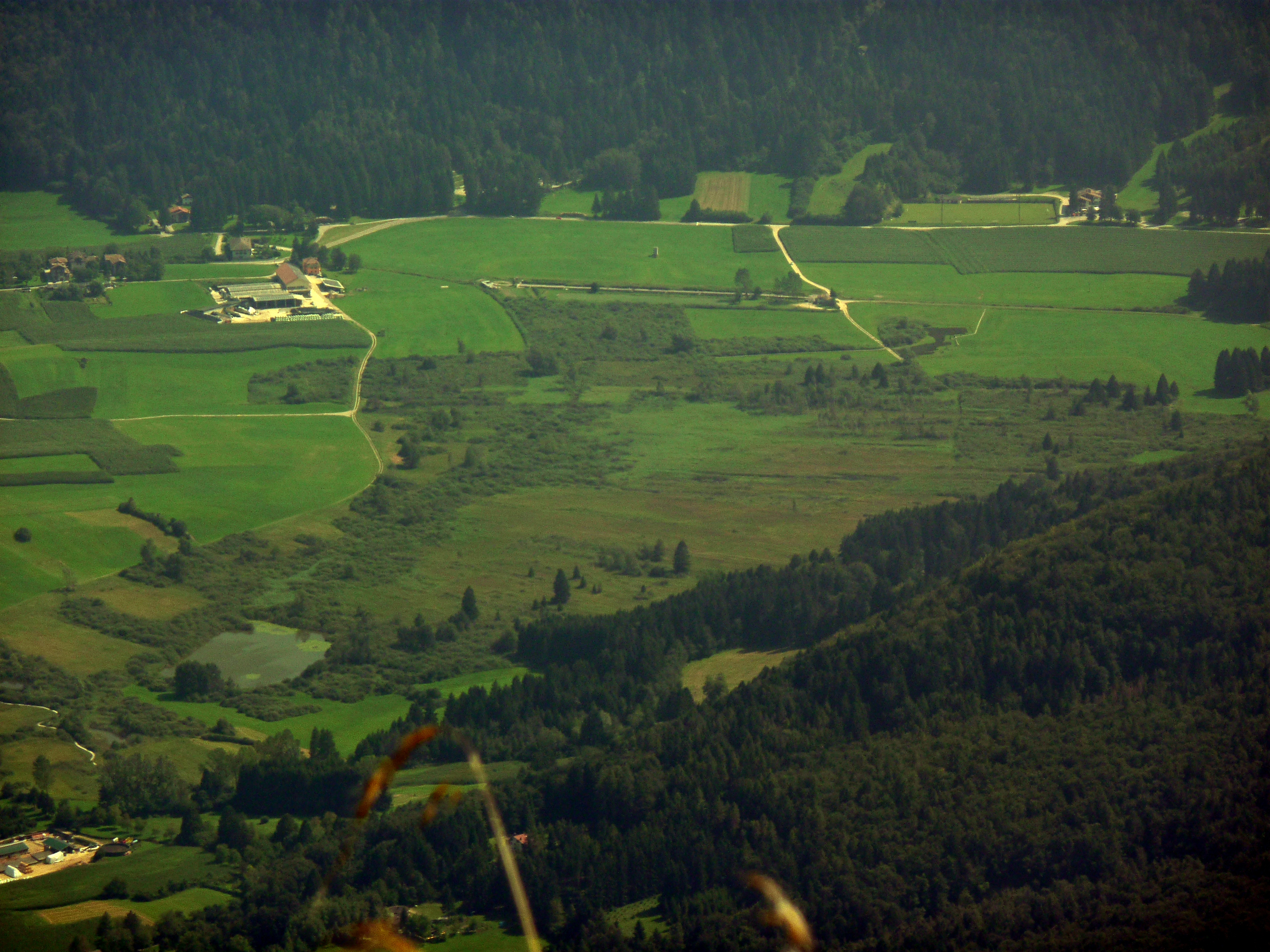
Panorama auf das dreieckförmige Torfmoor Palù
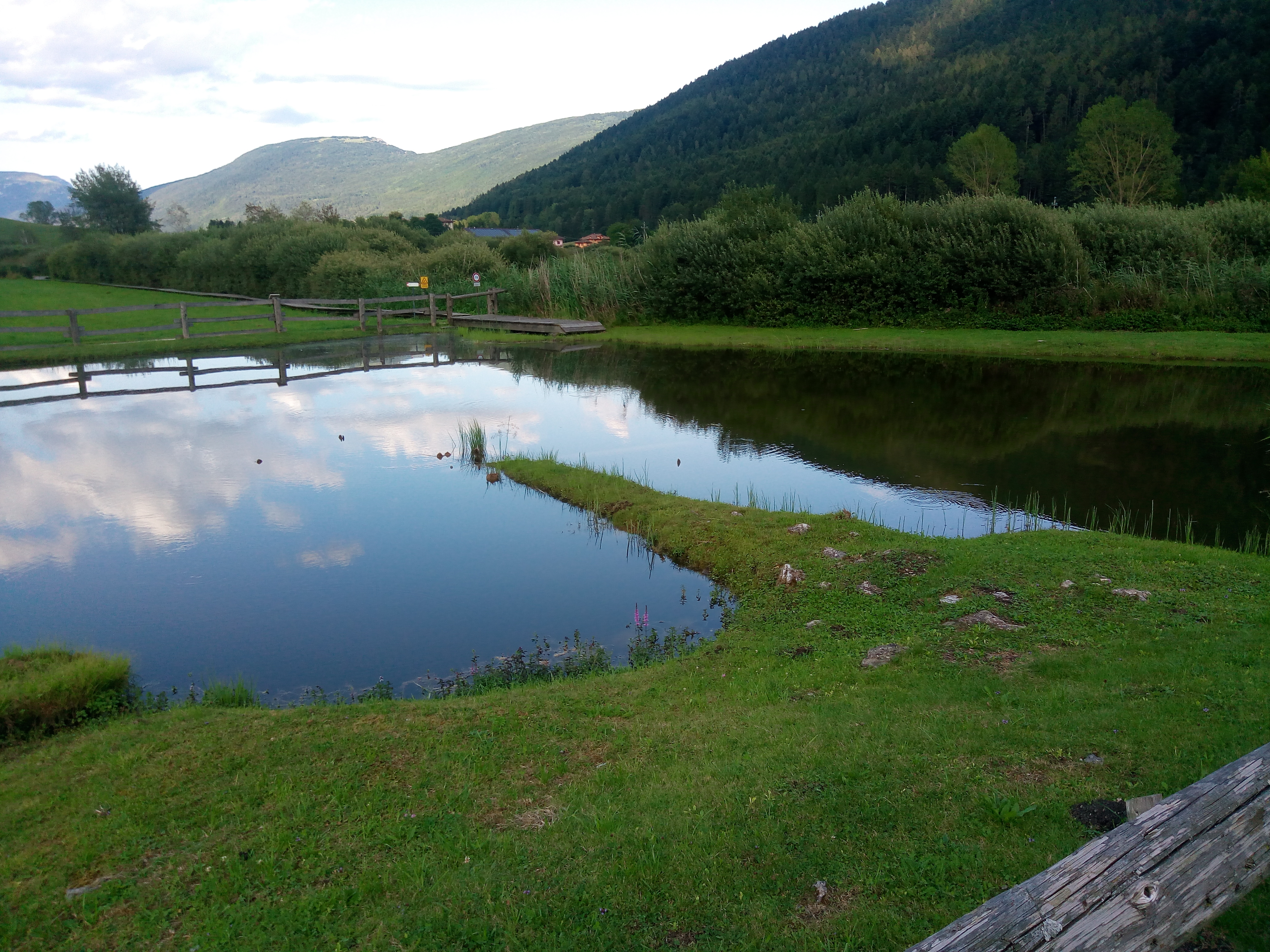
Die mit Grundwasser gefüllte Grabungszone 1
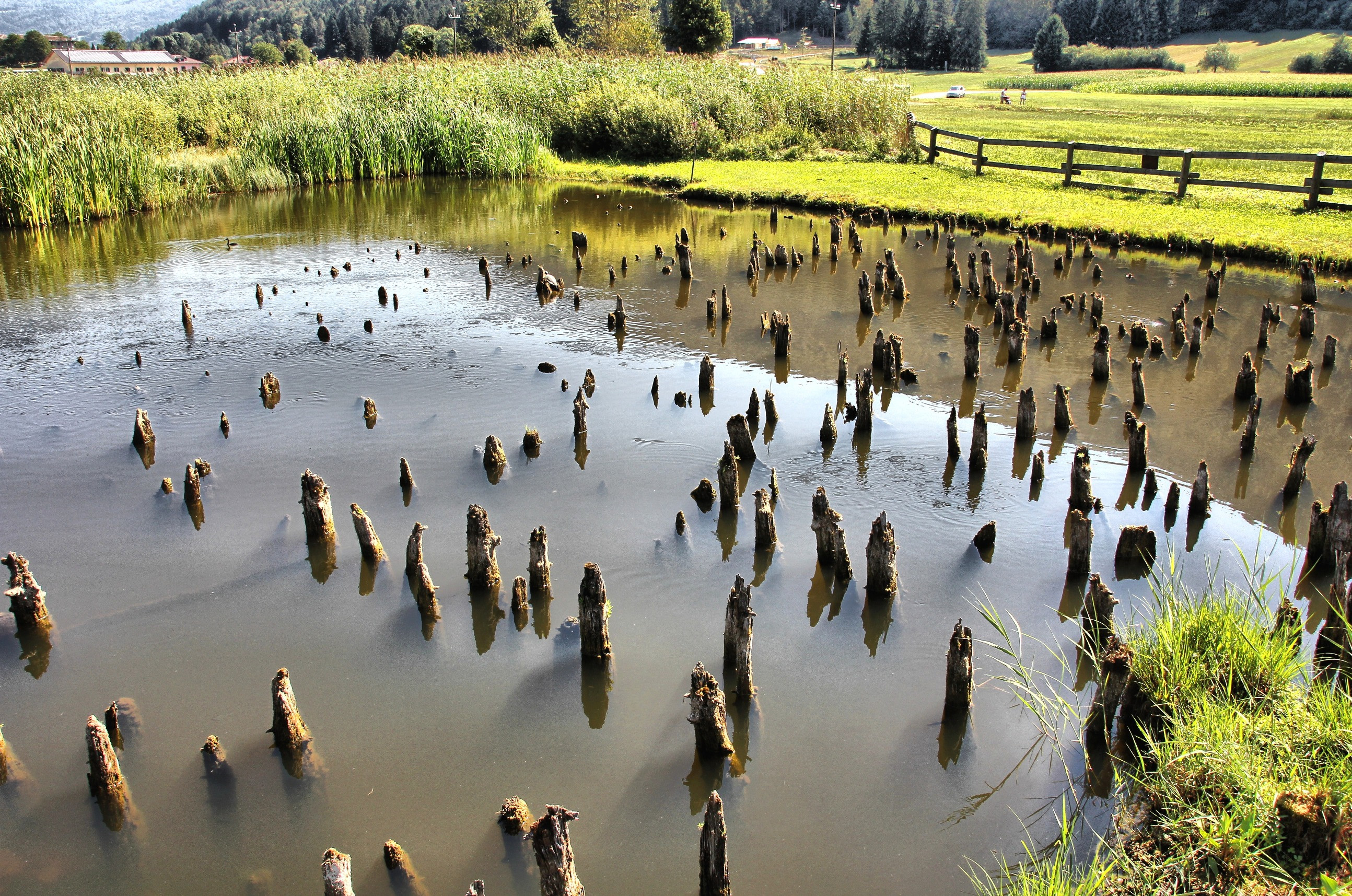
Grabungszone 2
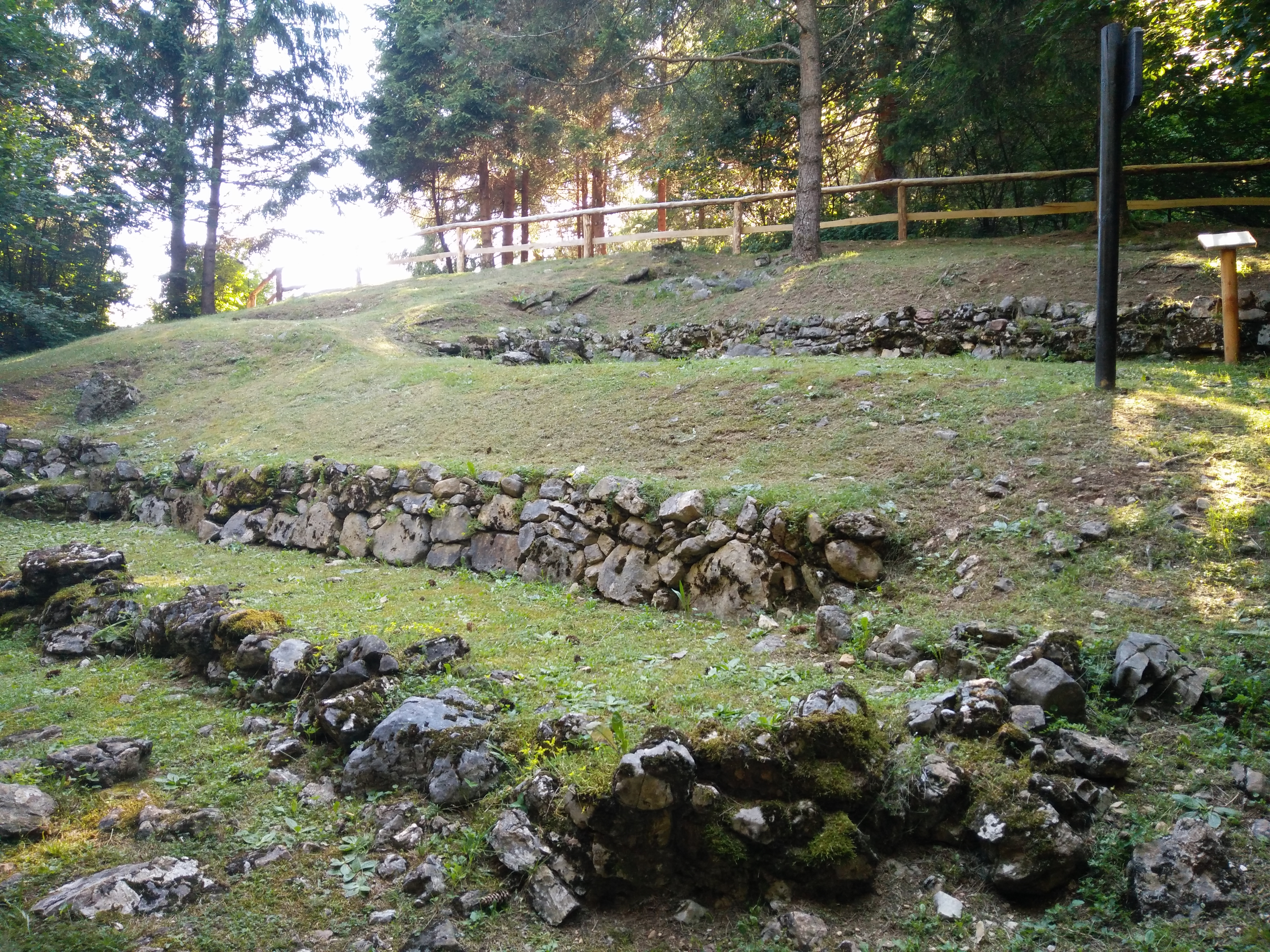
Grabungszone 3 am Dos Gustinaci

## Entdeckungsgeschichte
Die Entdeckung von Fiavé ist eng mit dem Beginn des kommerziellen Torfabbaus im Jahr 1853 verbunden. Es sollten aber über 20 Jahre vergehen, bis die zuständige Behörde in Wien 1875 über die Funde in Kenntnis gesetzt wurde. Im Jahr darauf erschien eine entsprechende Notiz in den Mitteilungen der K.K. Zentral-Kommission zur Erforschung und Erhaltung der Kunst- und Historischen Denkmale. 1884 stellte Paolo Orsi erstmals die Vermutung auf, dass im Torfmoor von Fiavé möglicherweise die Reste einer Pfahlbausiedlung verborgen seien.
Erste wissenschaftliche Berichte über die Fundstätte lieferte Pirro Marconi nach einer Ortsbegehung 1926 ab. 1940 fand eine erste Probegrabung durch die Sopraintendenza in Venedig statt, bei der Holzstrukturen freigelegt wurden. In den folgenden Jahren wurden die bedeutendsten beim Torfabbau freigelegten Fundstücke von Raffaello Battaglia analysiert. Er stellte daraufhin eine Hypothese über den Aufbau der prähistorischen Siedlung auf und sprach sich für ihre systematische Erkundung aus.
Nachdem 1968 in der Lokalität Carera beim Torfabbau gut erhaltene Pfahlstrukturen zum Vorschein gekommen waren, leitete das naturwissenschaftliche Museum in Trient im darauffolgenden Jahr eine Grabungskampagne ein. Den von Renato Perini geleiteten Grabungen folgten bis 1976 weitere Grabungskampagnen, die die Grundlage der wissenschaftlichen Erschließung der Pfahlbauten von Fiavé bildeten. Neben Archäologen waren an den Grabungen auch Geologen, Sedimentologen, Paläobotaniker und Archäozoologen aus verschiedenen europäischen Ländern beteiligt. Die von Perini in den 1980er Jahren veröffentlichten Grabungsberichte setzten Maßstäbe für das Studium der prähistorischen Pfahlbautensiedlungen im Alpenraum.
Dank des interdisziplinären Ansatzes bei der Erforschung der Fundstelle gehört Fiavé zu den wenigen Feuchtbodensiedlungen in Italien, die weitreichend erforscht wurden. 1981 begann eine zweite Grabungskampagne, die mit Unterbrechungen bis Anfang der 2000er andauerte.  2011 wurde die Pfahlbauten von Fiavé – Referenznummer 1363-105 oder IT-TN-02 – zusammen mit weiteren 110 über den Alpenraum verstreuten Fundstätten in das UNESCO-Welterbe aufgenommen. Ein Jahr später wurde das Pfahlbaumuseum Fiavé eröffnet und 2021 eröffnete der Freilichtbereich Parco Archeo Natura, der sich nur wenige hundert Meter von den von Perini erkundeten Grabungszonen entfernt befindet.

## Archäologischer Befund

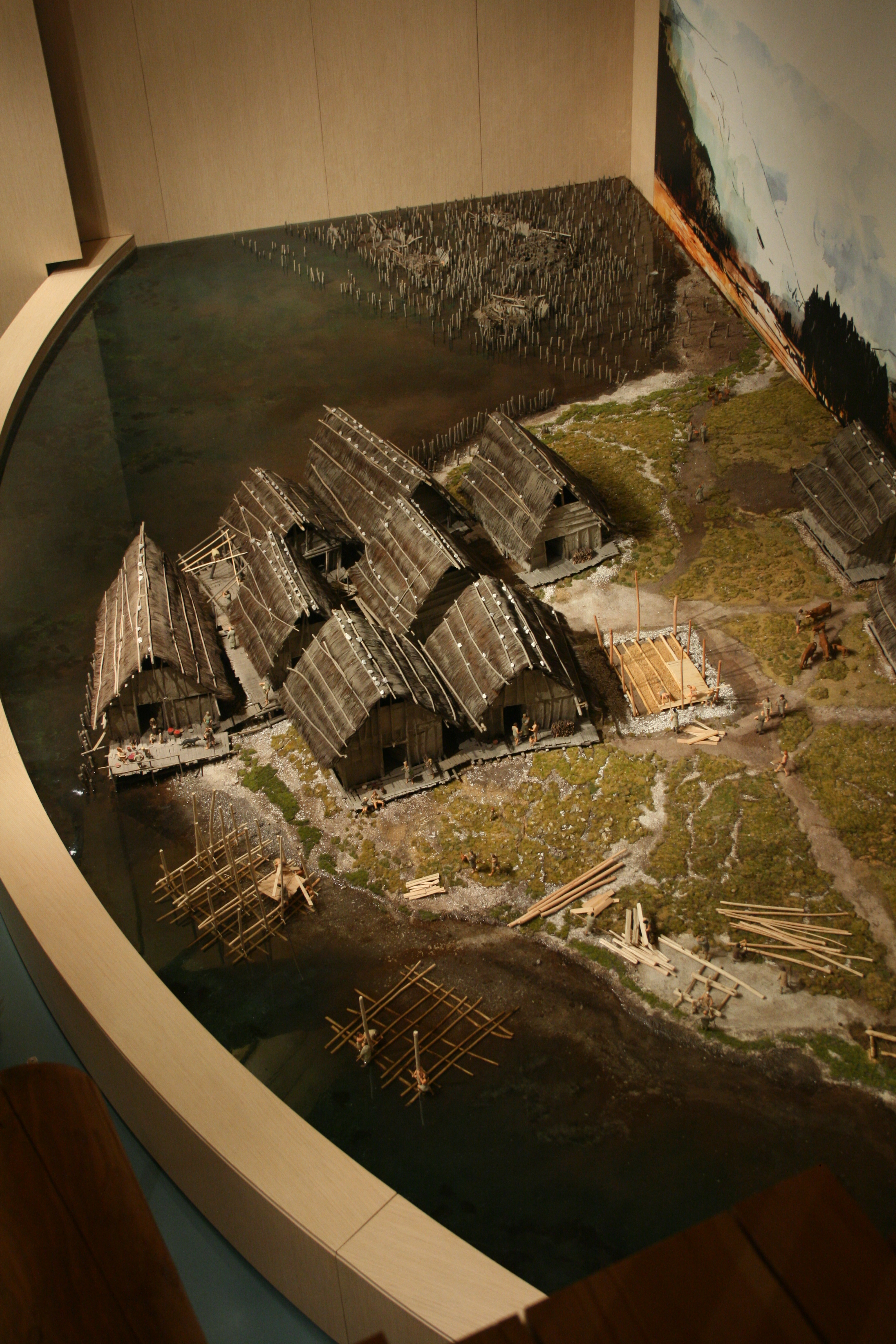
Modell von Fiavé 6, am oberen rechten Bildrand die Pfähle der aufgegebenen Siedlungen Fiavé 3, 4 und 5

Im Torfmoor von Fiavé wurden bei verschiedenen Grabungskampagnen ab 1969 sieben Grabungszonen ganz oder stichprobenartig freigelegt. In den ausgiebig erforschten Grabungszonen 1, 2 und 3 wurden sieben Siedlungsphasen unterschiedlicher Kulturstufen entdeckt, die vom Spätneolithikum oder Kupfersteinzeit bis zur Jungbronzezeit reichen. Bei einer stichprobenartigen Grabung im Bereich des südwestlichen Seerandes – Grabungszone 5 – wurden zudem Feuerstein-Klingen gefunden, die der Mittelsteinzeit zugeordnet werden und belegen, dass die Gegend bereits vor etwa 7000 v. Chr. begangen wurde. Sie stellen die bislang ältesten menschlichen Zeugnisse dar, die im Bereich des Torfmoors von Fiavé gefunden wurden.

### Fiavé 1 bis 2
Die erste Siedlungsphase, als Fiavé 1 bezeichnet, ist dem Spätneolithikum aus der ersten Hälfte des 4. Jahrtausends v. Chr. zuzuordnen. Der Horizont wurde ab 1969 von Renato Perini in der 800 m² großen Grabungszone 1 auf einer ehemaligen kleinen Insel in der Mitte des Sees entdeckt. Der Siedlungskern von Fiavé 1 war zunächst in der Mitte der Insel errichtet worden und dehnte sich dann bis zum Rand der Insel aus. Zu diesem Zweck war das Ufer mit Steinen aufgeschüttet worden. Die Bauten ruhten auf einfachen Holzfundamenten und nicht auf Pfählen. Vermutlich waren die Hütten in Reihen angeordnet, wie es auch bei Feuchtbodensiedlungen in der Schweiz aus dem gleichen Zeitraum der Fall war.
Fiavé 1 wurde nach einer längeren Phase, in der die Insel nicht besiedelt war, zu Beginn der Frühbronzezeit von Fiavé 2 abgelöst. Von der Kulturschicht Fiavé 2 wurden nur einige wenige Spuren gefunden, so dass sich die Struktur der Bauten nicht festlegen lässt. Möglicherweise ging der Großteil der Spuren durch die spätere Besiedlung des Areals verloren.

### Fiavé 3 bis 5
Die Siedlungsphase Fiavé 3 wurde von Perini in der Grabungszone 2 entdeckt. Letztere liegt etwa 20 m östlich des ersten Grabungsbereiches in einer ehemaligen Bucht und enthält die Überreste einer Pfahlbausiedlung, die mit der Siedlungsphase Fiavé 3 in der späteren Frühbronzezeit beginnt und kontinuierlich über Fiavé 4 bis zu Fiavé 5 in der Mittelbronzezeit besiedelt war. Die Siedlung erstreckte sich am Ende auf über rund 5000 m² aus, wovon 475 m² während der verschiedenen Grabungskampagnen freigelegt wurden. Voraussetzung für den Ausbau waren spezifische technische Kenntnisse und beachtliche organisatorische Fähigkeiten. Eine weitere im gleichen Zeitraum entstandene Pfahlbausiedlung wurde etwas weiter östlich in der Grabungszone 4 ausgemacht. Die Siedlung in der Grabungszone 2 unterscheidet sich vollständig von der auf der Insel errichteten ersten Siedlung. Sie besteht aus einem dichten Pfahlfeld von über 700 Pfählen, die teilweise eine tragende und teilweise nur eine stützende Funktion hatten.
Die Kulturschicht Fiavé 3 ist zwischen dem 18. und 17. Jahrhundert v. Chr. angesiedelt. Artefakte aus dieser Schicht, die mit einer ersten Blütezeit verbunden ist, finden sich auch in der Pfahlbausiedlung in Ledro sowie in den Pfahlbautensiedlungen am unteren Gardasee und in denen der Poebene. An sie schließen unmittelbar die Siedlungsphasen Fiavè 4 und 5 aus der angehenden Mittelbronzezeit zwischen dem 17. und 16. Jahrhundert v. Chr. an. Dabei war Fiavé 4 zunächst durch den Ausbau und die Umstrukturierung der bestehenden Pfahlbausiedlung gekennzeichnet. In der anschließenden Kulturschicht Fiavé 5, die ebenfalls noch in die angehende Mittelbronzezeit fällt, wurde die Siedlung schrittweise aus unbekannten Gründen aufgegeben. Nach Perini ist Fiavé 5 die wichtigste Kulturschicht für die südalpine Mittelbronzezeit. In der Grabungszone 2 fanden sich nach Fiavé 5 keine weiteren Kulturschichten.

### Fiavé 6 bis 7
Mit Fiavé 6 wurde nach mehreren Jahrhunderten Unterbrechung wieder die Insel in der Grabungszone 1 besiedelt. Die Siedlungsphase kann der fortgeschrittenen Mittelbronzezeit aus dem 15. bis zur ersten Hälfte des 14. Jahrhunderts v. Chr. zugeordnet werden. Fiavé 6 ist die Kulturschicht mit der stärksten Wachstumsphase und stellt die Blütezeit der Feuchtbodensiedlung in Fiavé dar. Es handelte sich dabei um eine gut strukturierte Siedlung, die nicht spontan, sondern offensichtlich nach einem Plan entstand. Sie lag teilweise als reiner Pfahlbau im Wasser, teilweise erstreckte sie sich auf der Insel aus. Bei den Grabungen zwischen 1969 und 1976 wurde etwa ein Drittel der Siedlung freigelegt, dabei wurden elf Feuerstellen und eine gleiche Anzahl von Hüttenfundamenten entdeckt. Fiavè 6 ist ein seltenes Beispiel für eine sowohl als Ufer- als auch als Pfahlbausiedlung geplante Siedlung. Die elf Bauten weisen komplexe strukturelle Lösungen auf und bilden einen einheitlichen Siedlungskomplex, der einzigartig unter den Pfahlbausiedlungen der Alpen ist. Sie zeugen von einer sozialen Organisation der Bewohner und einer bemerkenswerten effizienten Ausführung sowie einem hohen Fertigkeitsgrad bei der Holzverarbeitung. Bronze- und Goldschmuck aus dem Horizont sowie weitere Bronzearbeiten, wie Randleistenbeile vom Typ Grenchen, belegen den kulturellen und materiellen Austausch mit anderen Gruppen aus dem Raum des Gardasees und dem transalpinen Raum. Fiavé 6 wurde durch einen Brand komplett zerstört. Ihr Ende bedeutete sowohl das Ende der mittelbronzezeitlichen Siedlungen als auch das Ende der Pfahlbausiedlungen in Fiavé.
Auf den verkohlten Resten von Fiavé 6 entstand in der Frühbronzezeit eine Bettung aus Holz, deren Funktion bislang nicht geklärt ist. Die Siedlung aus der Siedlungsphase 7 wurde auf einem kleinen Hügel am Rand des Sees, dem sogenannten Dos Gustinaci, auf künstlich errichteten Terrassen angelegt. Beim Bau wurde bereits auf Trockenmauern zurückgegriffen. Unbekannt ist, warum der Pfahlbau in Fiavé aufgegeben wurde, da andere Siedlungen aus der Frühbronzezeit am unteren Gardasee nach wie vor als Pfahlbausiedlungen Bestand hatten.

Exponate aus dem Pfahlbaumuseum Fiavé
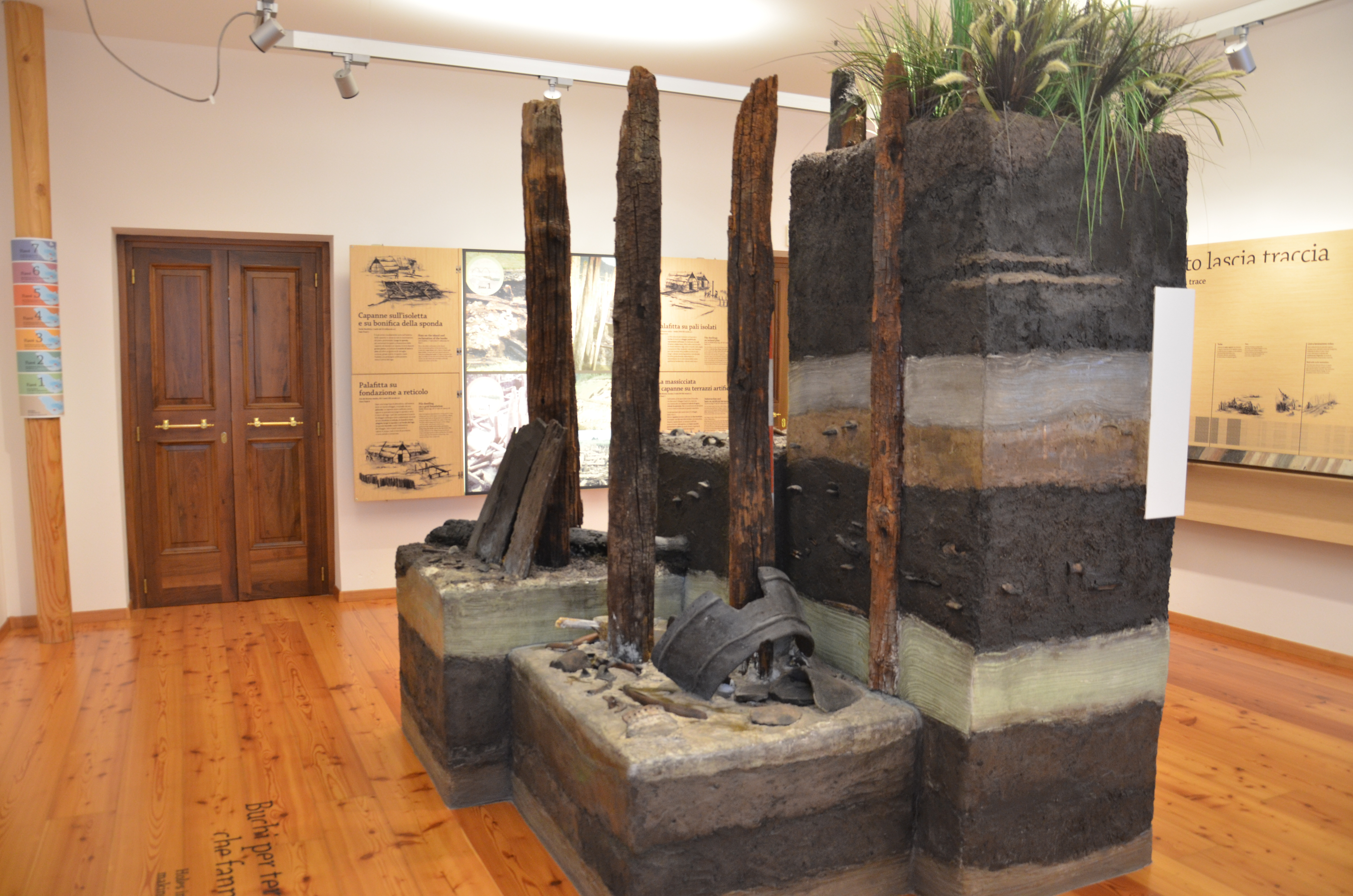
Rekonstruktion der verschiedenen Horizonte
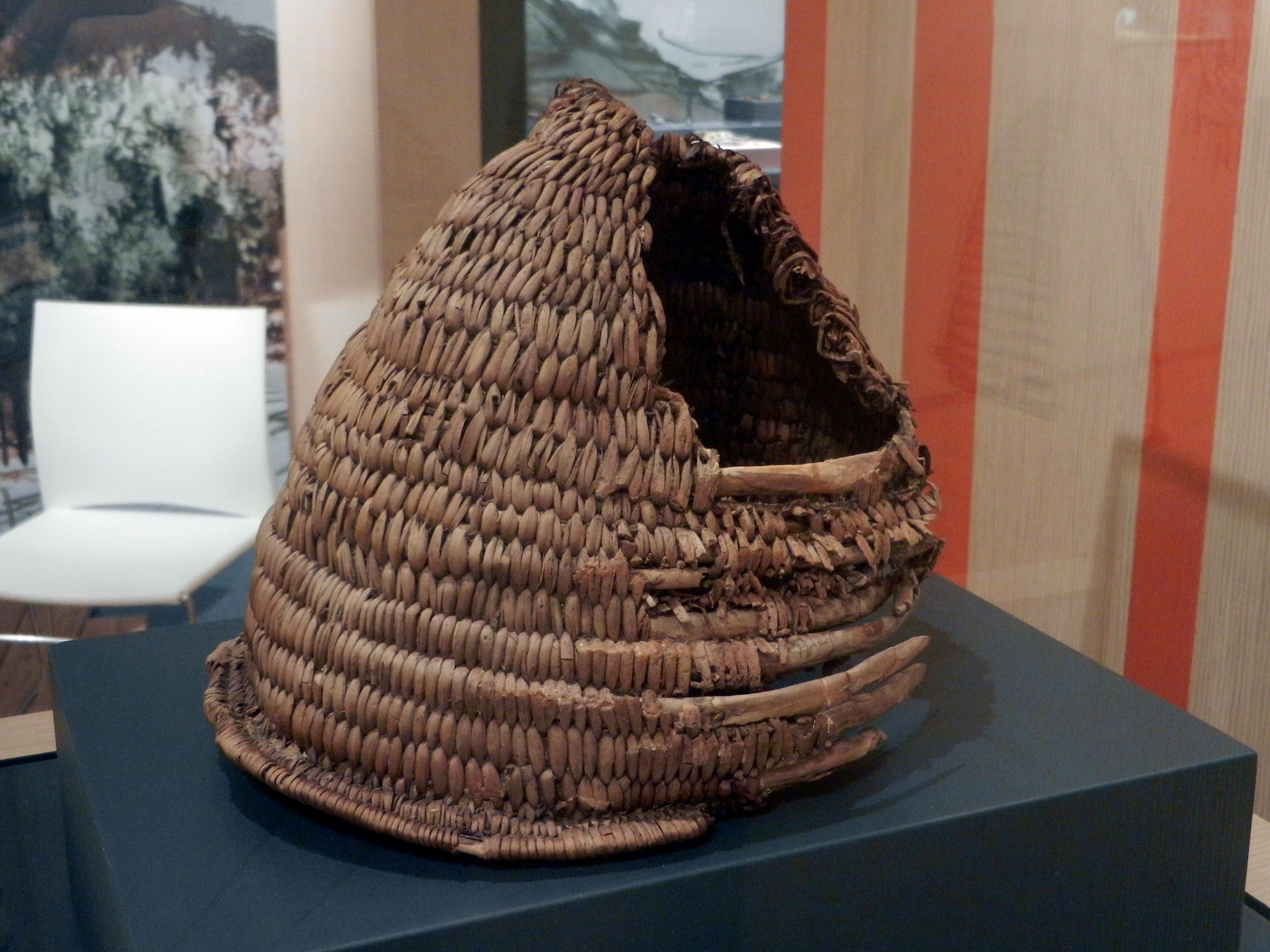
Der sogenannte „Helm von Fiavé“ aus der späten Frühbronzezeit, Horizont Fiavé 3
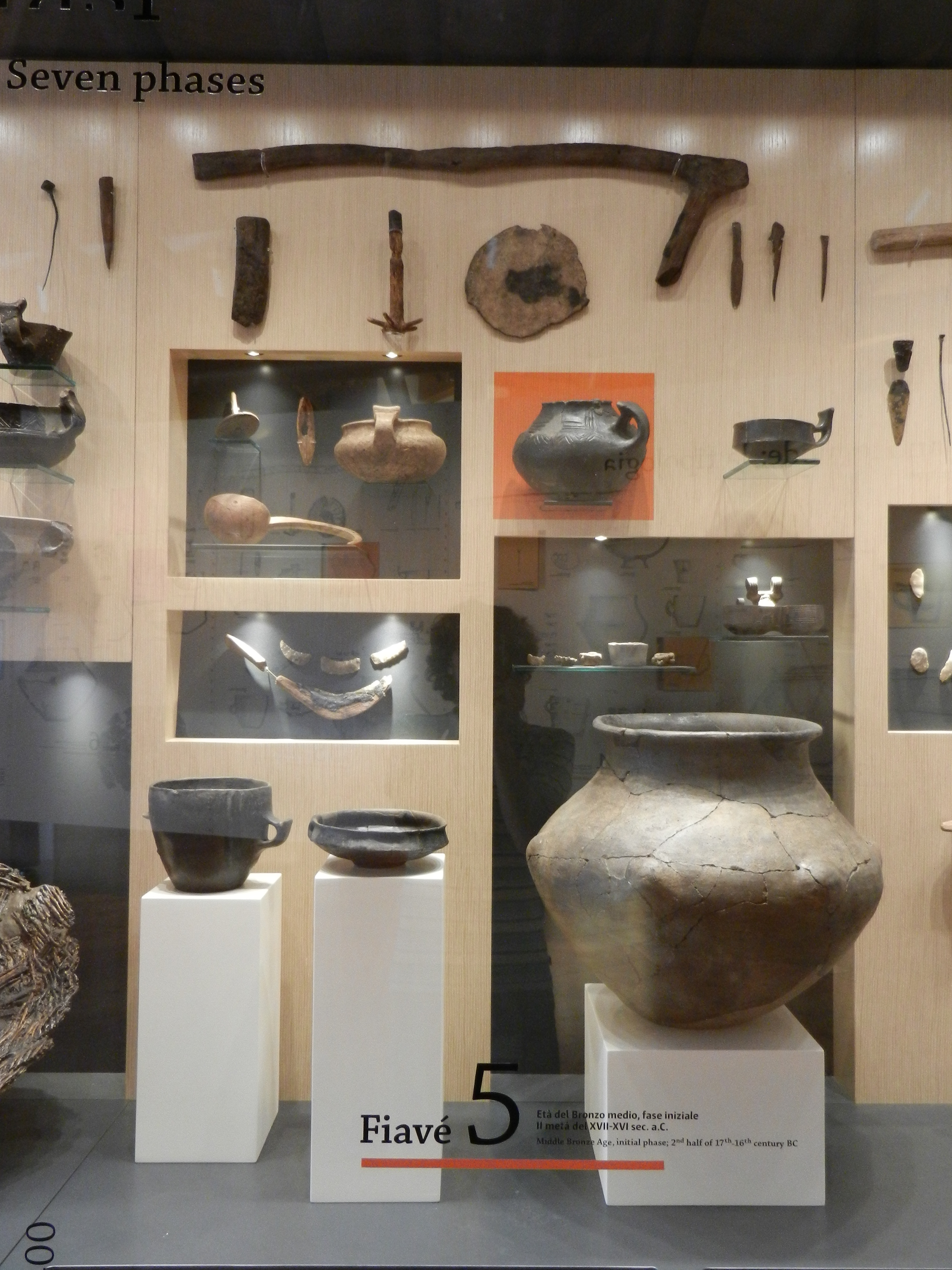
Fundstücke aus der Mittelbronzezeit, Horizont Fiavé 5
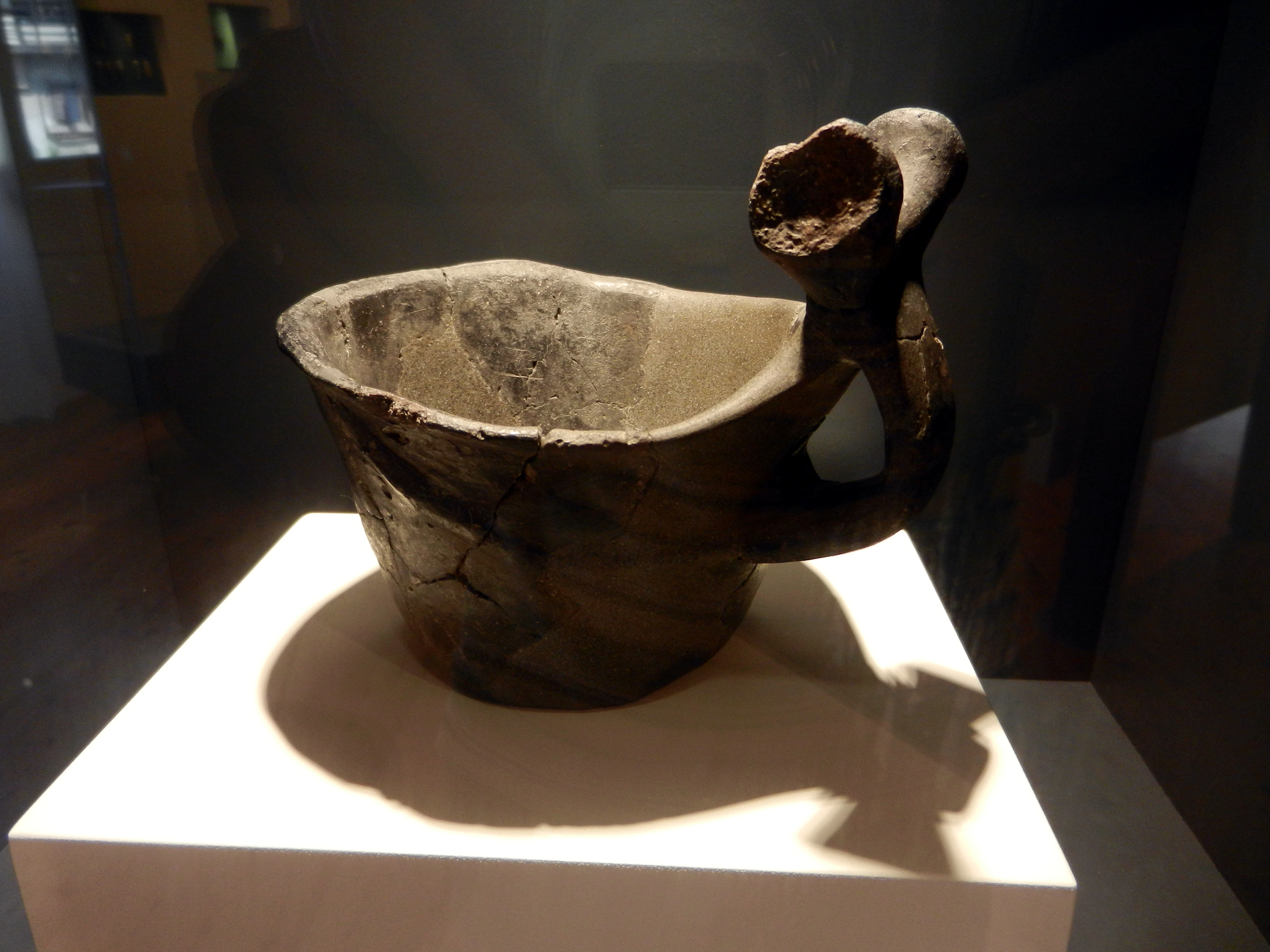
Die im Gemeindewappen von Fiavé wiedergegebene Tasse der Siedlungsphase, Horizont Fiavé 6